# Olbramov (Horní Stropnice)

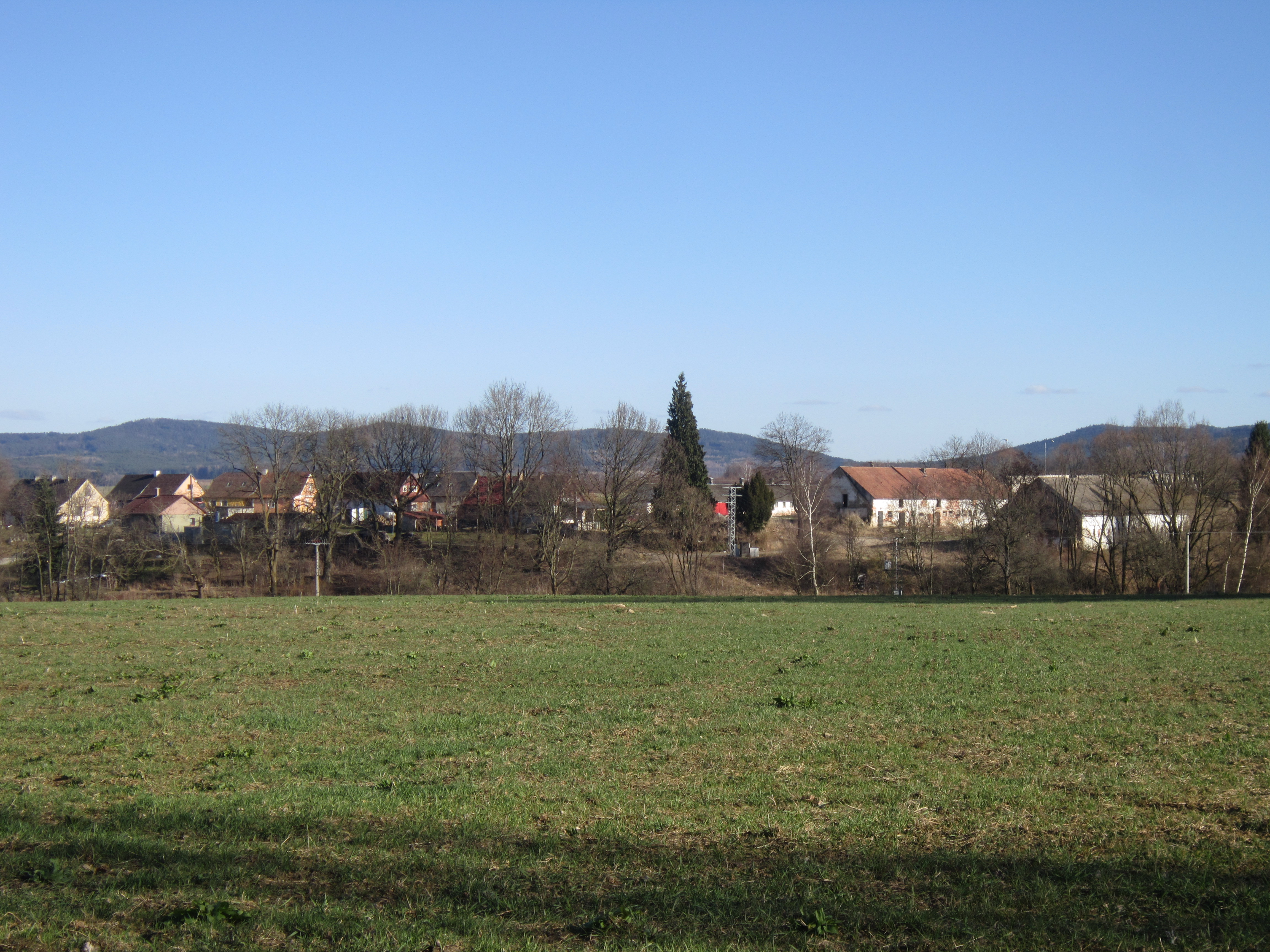
Blick von Nordwesten auf das Dorf

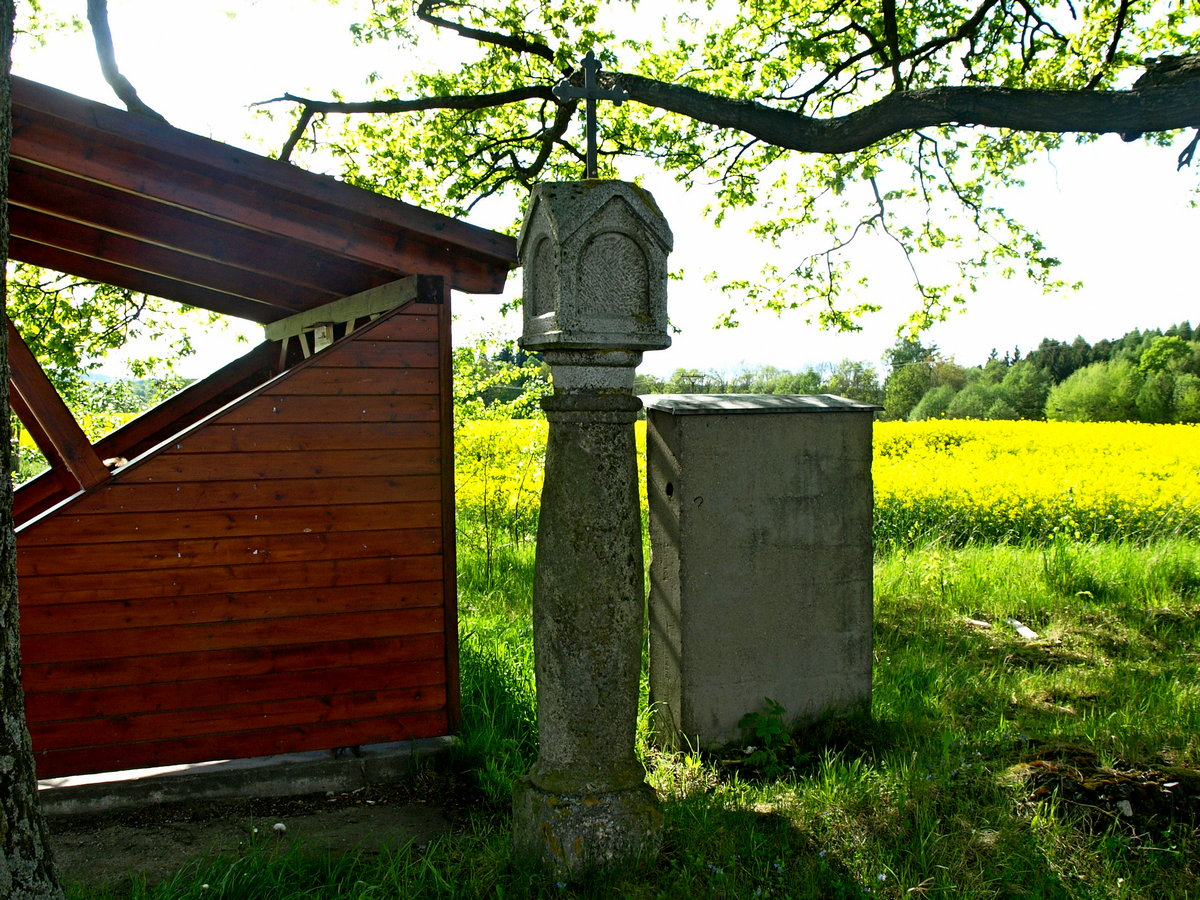
Bildstock am Wegkreuz auf dem Ke Stropnici

Olbramov, bis 1948 Olbramy (deutsch Wolfersdorf) ist ein Ortsteil der Gemeinde Horní Stropnice (Strobnitz) im Okres České Budějovice in Tschechien. Das Dorf liegt sechs Kilometer südwestlich von Nové Hrady (Gratzen) in den Novohradské podhůří (Gratzener Gebirgsvorland).

## Geographie
Olbramov befindet sich rechtsseitig über dem Tal des Baches Žárský potok im Naturpark Novohradské hory. Östlich des Dorfes fließt der Bedřichovský potok, in dessen Einzugsbereich die Teiche Kapříkovský rybník und Martin liegen. Im Nordosten erhebt sich der Ke Stropnici (565 m n.m.), südlich der Filkův vrch (599 m n.m.), im Südwesten der Vlčkův vrch (639 m n.m.) sowie nordwestlich die Kamenská hora (631 m n.m.).
Nachbarorte sind Střeziměřice (Tritschmersch) und Svébohy (Zweiendorf) im Norden, Humenice (Maierhof) im Osten, Horní Stropnice und Bedřichov (Fidretschlag) im Südosten, Chlupatá Ves (Rauhenschlag) im Süden, Konratice (Kainretschlag), Rychnov u Nových Hradů (Deutsch Reichenau) und Meziluží (Gutenbrunn) im Südwesten, Vesce (Dörfles) im Westen sowie Žumberk (Sonnberg) im Nordwesten.

## Geschichte
Die erste schriftliche Erwähnung des Dorfes erfolgte 1394 als Sitz des Petrus de Olbramowicz; wahrscheinlich bestand bereits zu dieser Zeit eine Feste. Im 15. Jahrhundert erwarben die Vladiken Haracher von Harach das Gut. Im Jahre 1434 wurde Vlreich Harrocher von Bolfframstarff, 1437 Vlricus Haracherz de Olbramow und 1459 Oldrzich Haracherz z Olbramow als Besitzer genannt, dabei handelt es sich wahrscheinlich um einunddieselbe Person. Im Jahre 1564 schlugen die Vladiken Pouzar von Michnicz das Dorf Wolbramy dem Gut Svébohy zu. Svojše Pouzar von Michnicz († 1571), der neben den Festen Svébohy und Zuckenstein auch die Feste und das Dorf Wolbrami besaß, verwendete 1567 den Namenszusatz auf Wolbrami. Im Jahre 1586 wurden die Feste, das Dorf und der Hof Wolbramy als Zubehör des Gutes Svébohy genannt. Die seit dem Ende des 16. Jahrhunderts nicht mehr bewohnte Feste wurde dem Verfall überlassen und verschwand im Laufe der Zeit. Nachfolgende Besitzer des Gutes Svébohy mit Wolbramy waren die Herren Holzsparer von Hochstein. Im Jahre 1633 kaufte die Witwe des Feldmarschalls Charles Bonaventure de Longueval, Comte de Bucquoy, Maria Magdalena de Biglia, das Gut Svébohy mit dem Dorf und dem Hof Wolbramy für 13.700 Schock Meißner Groschen von der Witwe Sophie Holzsparer und schloss es an ihre Herrschaft Gratzen an. Die Herren von Buquoy hielten den Besitz über mehr als drei Jahrhunderte. Karl Philipp de Longueval errichtete 1669 auf den böhmischen Familiengütern ein Majorat. Im Jahre 1788 bestand Wolfersdorf nur noch aus einem Meierhof, das Dorf war erloschen.
Im Jahre 1840 bestand die im Budweiser Kreis gelegene und nach Zwaindorf konskribierte Einschicht Wolfersdorf aus einem herrschaftlichen Meierhof mit Schäferei. Pfarrort war Strobnitz. Bis zur Mitte des 19. Jahrhunderts blieb Wolfersdorf der Fideikommissherrschaft Gratzen untertänig.
Nach der Aufhebung der Patrimonialherrschaften bildete Wolfersdorf / Olbramy ab 1850 eine Einschicht der Gemeinde Zweiendorf / Svébohy im Gerichtsbezirk Gratzen. 1868 wurde der Ort dem Bezirk Kaplitz zugeordnet. Im Jahre 1869 bestand Wolfersdorf aus acht Häusern und hatte 48 Einwohner. Im Jahre 1900 hatte Wolfersdorf 38 Einwohner, 1910 waren es 40.
Nach dem Ersten Weltkrieg zerfiel der Vielvölkerstaat Österreich-Ungarn, die Ansiedlung wurde 1918 Teil der neu gebildeten Tschechoslowakischen Republik. Beim Zensus von 1921 wurde Wolfersdorf als ein zur Gemeinde Zweiendorf gehöriger Hof mit drei Häusern ohne Erfassung der Einwohnerzahl aufgeführt 1930 lebten in den drei Häusern von Wolfersdorf 30 Personen. Nach dem Münchner Abkommen wurde Wolfersdorf im Oktober 1938 dem Deutschen Reich zugeschlagen und gehörte bis 1945 zum Landkreis Kaplitz. Nach dem Ende des Zweiten Weltkrieges kam Olbramy zur wiedererrichteten Tschechoslowakei zurück. Nach der Vertreibung der meisten deutschen Bewohner wurde der Ort mit Tschechen wiederbesiedelt. Zum Ende der 1940er Jahre erfolgte die Umbenennung der Siedlung in Olbramov. 1949 erfolgte die Aufhebung des Okres Kaplice und die Umgliederung von Olbramov in den Okres Trhové Sviny. Im Zuge der Gebietsreform von 1960 wurde Olbramov dem Okres České Budějovice zugeordnet. Im Jahre 1964 erfolgte die Eingemeindung nach Horní Stropnice. Durch den Bau von neuen Wohnhäusern in Plattenbauweise wurde die Siedlung in den 1960er Jahren deutlich vergrößert. 1970 bestand Olbramov aus 18 Häusern und hatte 89 Einwohner. 1991 lebten in den 18 Häusern des Dorfes 64 Personen. Zum 1. Mai 2003 erhielt Olbramov den Status eines Ortsteils von Horní Stropnice. Beim Zensus von 2011 hatte Olbramov 52 Einwohner und bestand wiederum aus 18 Wohnhäusern. Die in den 1960er Jahren aus Betonfertigteilen errichteten Wohnhäuser sind heute in einem wenig ansehnlichem Zustand.

## Ortsgliederung
Der Ortsteil Olbramov ist Teil des Katastralbezirkes Svébohy.

## Sehenswürdigkeiten
- Bildstock am Wegkreuz von Olbramov nach Svébohy, Horní Stropnice und Humenice auf dem Hügel Ke Stropnici
- Geschützte Eiche Olbramovský dub an der Straße von Horní Stropnice nach Svébohy an der östlichen Gemarkungsgrenze
- Naturdenkmal Bedřichovský potok im Tal des gleichnamigen Baches, an der südlichen Gemarkungsgrenze